# فرودگاه رافائل هرناندز
فرودگاه رافائل هرناندز (به انگلیسی: Rafael Hernández Airport) یک فرودگاه همگانی بهره‌برداری هوایی با کد یاتا BQN است که یک باند فرود آسفالت و بتن دارد. این فرودگاه در کشور ایالات متحده آمریکا قرار دارد.

## شرکت‌های هواپیمایی و مقصدهای پروازی

### مسافری
| شرکت‌های هواپیمایی | مقصدهای پروازی                              |
| ----------------- | ------------------------------------------- |
| جت‌بلو             | فورت لادردیل–هالیوود، جان اف کندی، اورلاندو |
| Spirit Airlines   | فورت لادردیل–هالیوود                        |
| یونایتد ایرلاینز  | لیبرتی نیوآرک                               |

JetBlue studied expansion for the 3 main airports in Puerto Rico for 2011 (Aguadilla, Ponce, and San Juan) and is now the only airline that operates in all three airports. In the past امریکن ایرلاینز offered service to their قطب شرکت هواپیمایی in Miami from Rafael Hernandez Airport. Miami, as well as other popular routes, currently lacks service from the airport. These markets include but are not limited to هیوستون، دالاس، شیکاگو، فیلادلفیا، بوستون، هارتفورد، کنتیکت, and بالتیمور. These cities are home to some of the largest Puerto Rican communities in the United States, many of whom have ties to Aguadilla and the surrounding region.

### باری
| شرکت‌های هواپیمایی                      | مقصدهای پروازی |
| -------------------------------------- | --- |
| Ameriflight                            | کویین بیاتریکس، گرانتلی ادمز، سیمون بولیوار، هاتو، ماریس بیشاپ، پیارکو، پراویدنشیالز، لوئیز مونز مارین، سیباو، هنری ئی. رولسن، سیرل گری کینگ، هوانورا |
| اطلس ایر                               | Charters: اروپا، قاره آمریکا |
| کارگولوکس                              | اسخیپول آمستردام، ال دورادو، لوگزامبورگ - فیندل، کومودورو ارتورو مرینو بنیتز                                                                          |
| Contract Air Cargo                     | سیباو، لا امریکاس |
| امارات اسکای‌کارگو                      | اسخیپول آمستردام، نیو کیتو |
| فدکس اکسپرس                            | ممفیس |
| فدکس اکسپرس اجرا توسط مانتین ایر کارگو | پیارکو، پراویدنشیالز، سیباو، لا امریکاس |
| Martinair                              | اسخیپول آمستردام، ال دورادو، میامی، نیو کیتو |
| مانتین ایر کارگو                       | پیارکو، پراویدنشیالز، سیباو، لا امریکاس |